# Lijst van voetbalinterlands Bangladesh - Indonesië (vrouwen)
Deze lijst van voetbalinterlands is een overzicht van alle officiële voetbalinterlands tussen de nationale vrouwenteams van Bangladesh en Indonesië. De landen hebben tot nu toe één keer tegen elkaar gespeeld.

## Wedstrijden
| № | Plaats | Datum       | Competitie        | Wedstrijd              | Uitslag |
| - | ------ | ----------- | ----------------- | ---------------------- | ------- |
| 1 | Amman  | 31 mei 2025 | Vriendschappelijk | Bangladesh − Indonesië | 0 − 0   |

## Samenvatting
| Competitie        | Totaal gespeeld | Winst Bangladesh | Gelijk | Winst Indonesië | Doelsaldo Bangladesh – Indonesië |
| ----------------- | --------------- | ---------------- | ------ | --------------- | -------------------------------- |
| Vriendschappelijk | 1               | 0                | 1      | 0               | 0 − 0                            |
| Totaal            | 1               | 0                | 1      | 0               | 0 − 0                            |